# ブリヂストン阿蘇オープン
ブリヂストン阿蘇オープン（ブリヂストンあそオープン）は、ブリヂストン主催、日本プロゴルフ協会公認で1976年から1993年まで開催されていたゴルフトーナメントである。

## 概要
会場は阿蘇ゴルフ倶楽部。しかしブリヂストン側の意向で終了した。テレビ放送は熊本放送制作でTBS系列で放送された。

## 歴代優勝者
阿蘇ナショナルパークオープン
- 1976年：鈴木規夫
- 1977年：野口裕樹夫
- 1978年：上野忠美
- 1979年：栗原孝
- 1980年：草壁政治
- 1981年：藤木三郎

ブリヂストン阿蘇オープン
- 1982年：中村通
- 1983年：小林富士夫
- 1984年：重信秀人
- 1985年：謝敏男
- 1986年：ブライアン・ジョーンズ
- 1987年：三上法夫
- 1988年：イアン・ベーカーフィンチ
- 1989年：クレイグ・パリー
- 1990年：杉原輝雄
- 1991年：室田淳
- 1992年：ピーター・シニア
- 1993年：川俣茂